# Improvisation (Film)

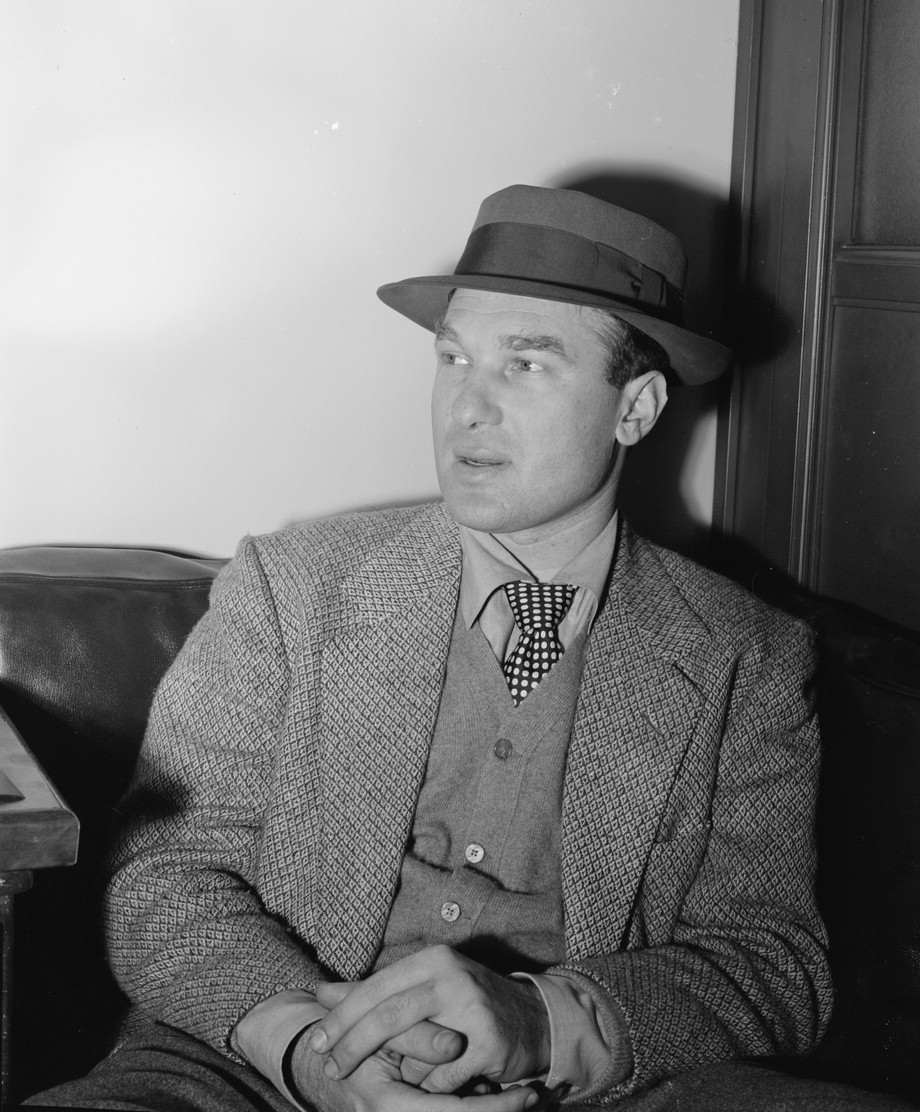
Norman Granz (1947)
Fotografie von William P. Gottlieb.

Improvisation ist ein US-amerikanischer Musikfilm von Norman Granz, der 1950 gedreht wurde und Musiker der damaligen Jazzszene wie Charlie Parker, Coleman Hawkins, Ella Fitzgerald, Lester Young, Hank Jones, Ray Brown und Buddy Rich zeigt. Der zur Zeit seines Entstehens nicht fertiggestellte Dokumentarfilm wurde erst 2004 veröffentlicht, ergänzt um weitere Aufnahmen, die zwischen 1977 und 1979 aufgenommen wurden.

## Geschichte des Films
Nachdem 1944 der Jazz-Impresario Norman Granz mit dem Fotografen und Filmemacher Gjon Mili den Musikkurzfilm Jammin’ the Blues für die Warner Brothers realisiert hatte, arbeiteten die beiden 1950 erneut für einen Film zusammen. Produzent und Drehbuchautor des Films war Granz, während Mili als Kameramann fungierte.
Lester Young und Harry „Sweets“ Edison hatten 1944 bereits beim vorangegangenen Musikfilm Jammin’ the Blues mitgewirkt, weitere Solisten waren Flip Phillips und Bill Harris. Sie werden in Pennies from Heaven und in der Jamsession-Nummer Blues for Greasy von einer Rhythmusgruppe aus Hank Jones (Piano), Ray Brown (Bass) und Buddy Rich begleitet. Die Sängerin Ella Fitzgerald trägt in Blues for Greasy Scatgesang bei. Die drei Musiker Jones, Brown und Rich spielen den kurzen Titel Ad Lib und mit Charlie Parker dessen Komposition Celebrity, nach der Parker aufsteht, zu dem ins Bild kommenden Coleman Hawkins geht, der die Improvisation Ballade beginnt. Bird setzt sich zu ihm, raucht und beobachtet sein Spiel, bevor er zu seinem Solo ansetzt. Darauf antwortet Hawkins mit einem zweiten Solo.
Wie beim Vorgängerfilm Jammin’ the Blues wurde die Musik vor den Filmaufnahmen eingespielt; die Musiker mussten dann die Fingerbewegungen und Atmung mit dem Tonmitschnitt synchron ausführen, was mehr oder weniger gut gelang. Die Synchronisierungsanstrengungen etwa von Coleman Hawkins führten zu Gelächter bei Charlie Parker, wie in den vorliegenden vollständigen Filmdokumenten zu sehen ist. Die Auswahl der Musiker entsprach der typischen Zusammenstellung von Granz für seine Jazz-at-the-Philharmonic-Konzerte, für die der Film Publicity schaffen sollte. Als jedoch die Mittelbeschaffung für das Filmprojekt schwierig wurde, wurde die Fertigstellung des circa 14-minütigen Films eingestellt und die Aufnahmen ruhten – bis auf einige kursierende Bootlegs – in den Archiven.
Die im September 1950 für den Film aufgenommenen Studiobänder von Parker und Hawkins (Celebrity und Ballade) erschienen später auf Verve-Alben Parkers, so auch in der CD-Edition Bird: The Complete Charlie Parker on Verve; die Filmaufnahmen Parkers galten jedoch lange Zeit als verschollen. Erst Ende der 1970er Jahre wurden Filmausschnitte entdeckt, auf denen Parker die Hand- und Mundbewegungen zum Playback mimt. Die Filmaufnahme wurde in diversen Dokumentarfilmen über den Musiker verwendet, ohne dass der Zusammenhang zu den existierenden Tondokumenten gesichert war. Erst in den 1990er Jahren stellte Granz Film- und Tonmaterial für die Produktion Norman Granz Presents – Improvisation zusammen, die zunächst im französischen Fernsehen gesendet und dann in Japan kommerziell vermarktet wurde.

## Filmedition 2004
In der endgültige Edition des Films aus dem Jahr 2004 kombinierte Granz das Material von Mili von 1950 mit weiteren Filmdokumenten aus seinem Archiv. Dies waren Konzertmitschnitte von Künstlern, die auf seinem Label Pablo Records veröffentlichten, so das Duke Ellington Orchestra von der Côte d’Azur, das Count Basie Orchestra vom Montreux Jazz Festival (1977), Joe Pass (1979), Ella Fitzgerald (1979) und Oscar Peterson mit Dizzy Gillespie u. a. aus Montreux (1977). Ergänzt wurde die vermarktete Edition durch einen Beitrag von Nat Hentoff über Granz, mit Foto-Porträts von David Stone Martin sowie dem Kurzfilm Jammin’ the Blues von 1944. Eine nach Granz’ Tod realisierte und 2007 erschienene Fassung unter dem Titel Norman Granz Presents – Improvisation auf zwei DVDs wurde um Interviews mit beteiligten Musikern erweitert.

## Inhalt des Films (Edition 2004)
- Präsentation von Nat Hentoff
- Gjon Milis Studio-Aufnahmen von 1950 mit Charlie Parker, Coleman Hawkins, Ella Fitzgerald, Lester Young, Hank Jones, Ray Brown, Buddy Rich, Harry ‘Sweets’ Edison, Flip Phillips, Bill Harris:
  1. Opening Title
  2. Ballade (Solisten: Parker, Hawkins)
  3. Celebrity (Solist: Parker)
  4. Ad Lib (Solisten: Hank Jones, Ray Brown)
  5. Pennies from Heaven (Solisten: Young, Harris)
  6. Blues for Greasy (Solisten: Edison, Young, Harris, Ella Fitzgerald, Flip Phillips)
- Duke Ellington at the Cote D’Azur: Blues for Joan Miro
- Count Basie At Montreux Jazz Festival 1977:
  1. Nob’s Blues
  2. Kidney Stew
  3. These Foolish Things
- Joe Pass 1979:
  1. Ain’t Misbehavin’
  2. Prelude to a Kiss
- Ella Fitzgerald 1979:
  1. Do Nothing Till You Hear from Me
  2. I Got It Bad and That Ain’t Good
- Oscar Peterson at Montreux Jazz Festival 1977:
  1. Ali & Frazier